# (306) Юнитас
(306) Юнитас (итал. Unitas) — астероид главного пояса, который был открыт 1 марта 1891 года итальянским астрономом Элиа Миллозевиком в обсерватории Римского колледжа и назван в честь книги итальянского астронома Анджело Секки, а также в честь единства Италии (имя предложил Пьетро Таччини, преемник Секки на посту директора обсерватории).

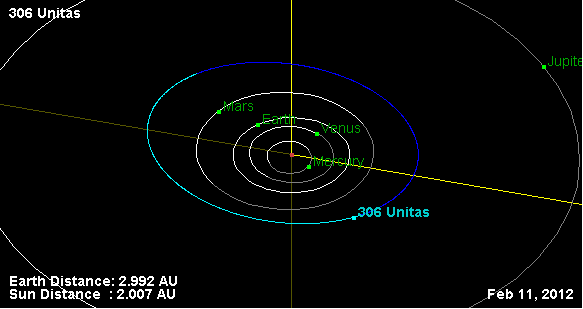
Орбита астероида Юнитас и его положение в Солнечной системе

Несмотря на то, что параметры орбиты данного астероида близки к параметрам орбит астероидов семейства Весты, он, по данным спектрального анализа, не принадлежит ни к классу V, ни к классу J, и потому не является членом этого семейства.